# متحف فريدجوف نانسن

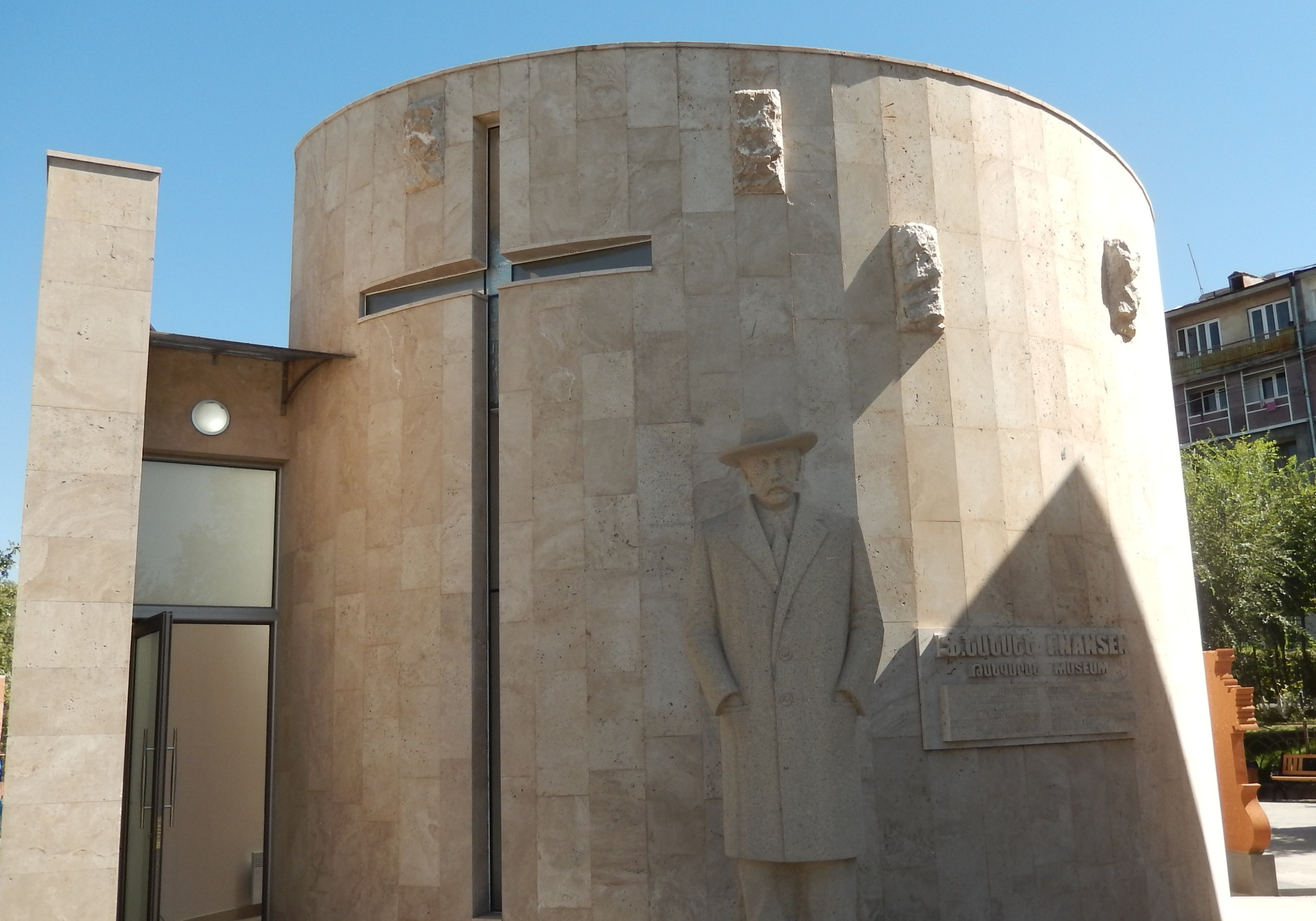
متحف فريدجوف نانسن

متحف فريدجوف نانسن (الأرمينية: Ֆրիտյոֆ Նանսենի թանգարան) هو متحف في يريفان، أرمينيا مخصص للمستكشف النرويجي والحاصل على جائزة نوبل للسلام فريدجوف نانسن وإنجازاته العلمية والإنسانية. يحتوي المتحف على كتب وأفلام وملصقات ومنحوتات يوبيل على الأنشطة العلمية والإنسانية.
كان نانسن المستكشف القطبي النرويجي، عالم، دبلوماسي وإنساني بارزة والحائز على جائزة نوبل للسلام، المفوض السامي عصبة الأمم لشؤون اللاجئين، فريدجوف نانسن في تصميم وبناء المحسنين المتحف، الأطباء الفخري لخطاب كارلين وسارة ييسايان، والمهندس المعماري ألبرت سوكيكيان.
مدخل المتحف فيه تمثال فريدجوف نانسن.
قسم مستقل من المتحف برعاية كارلين وسارة ييسايان من النشاطات الوطنية والوطنية.

## معرض الصور

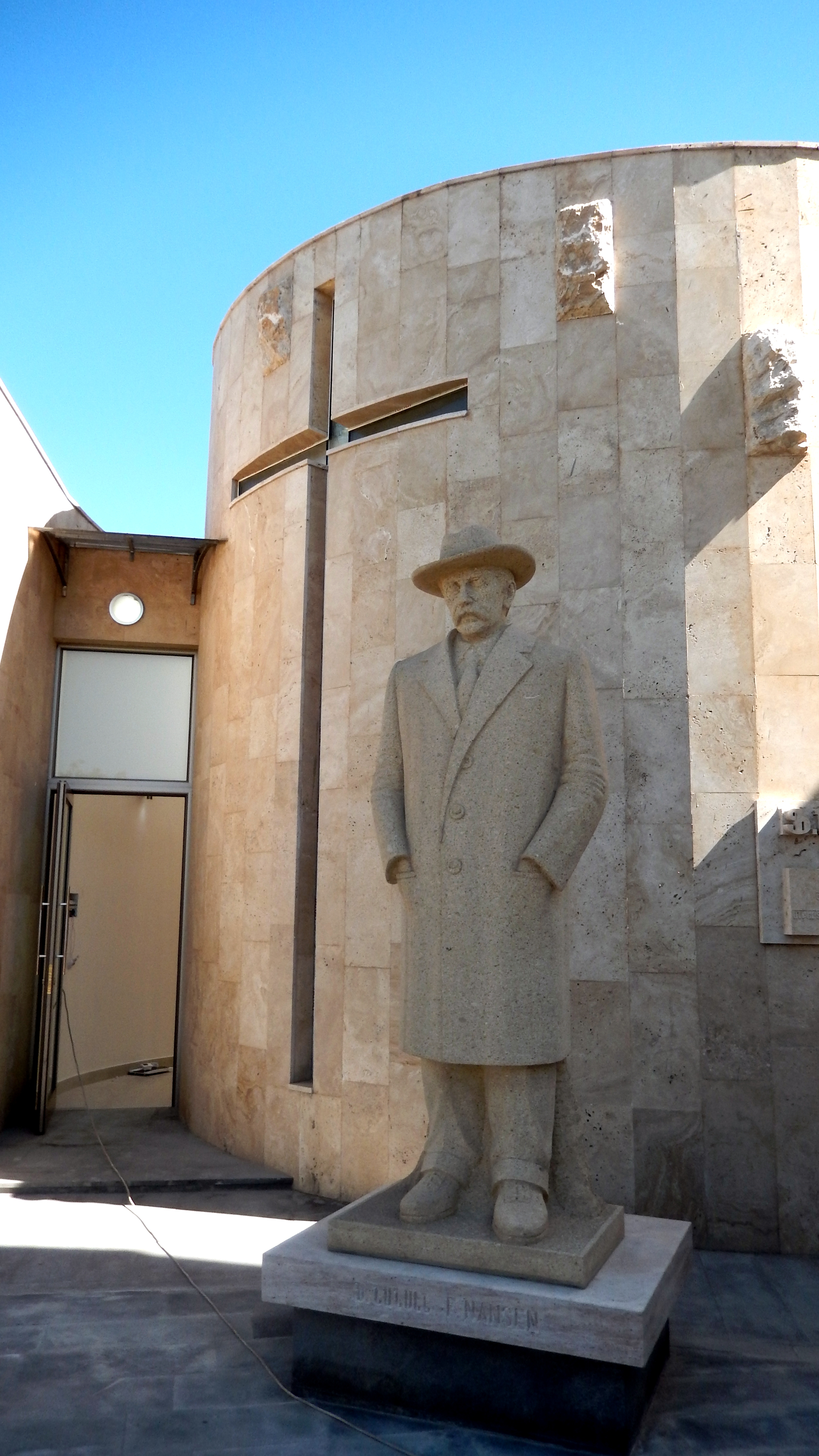
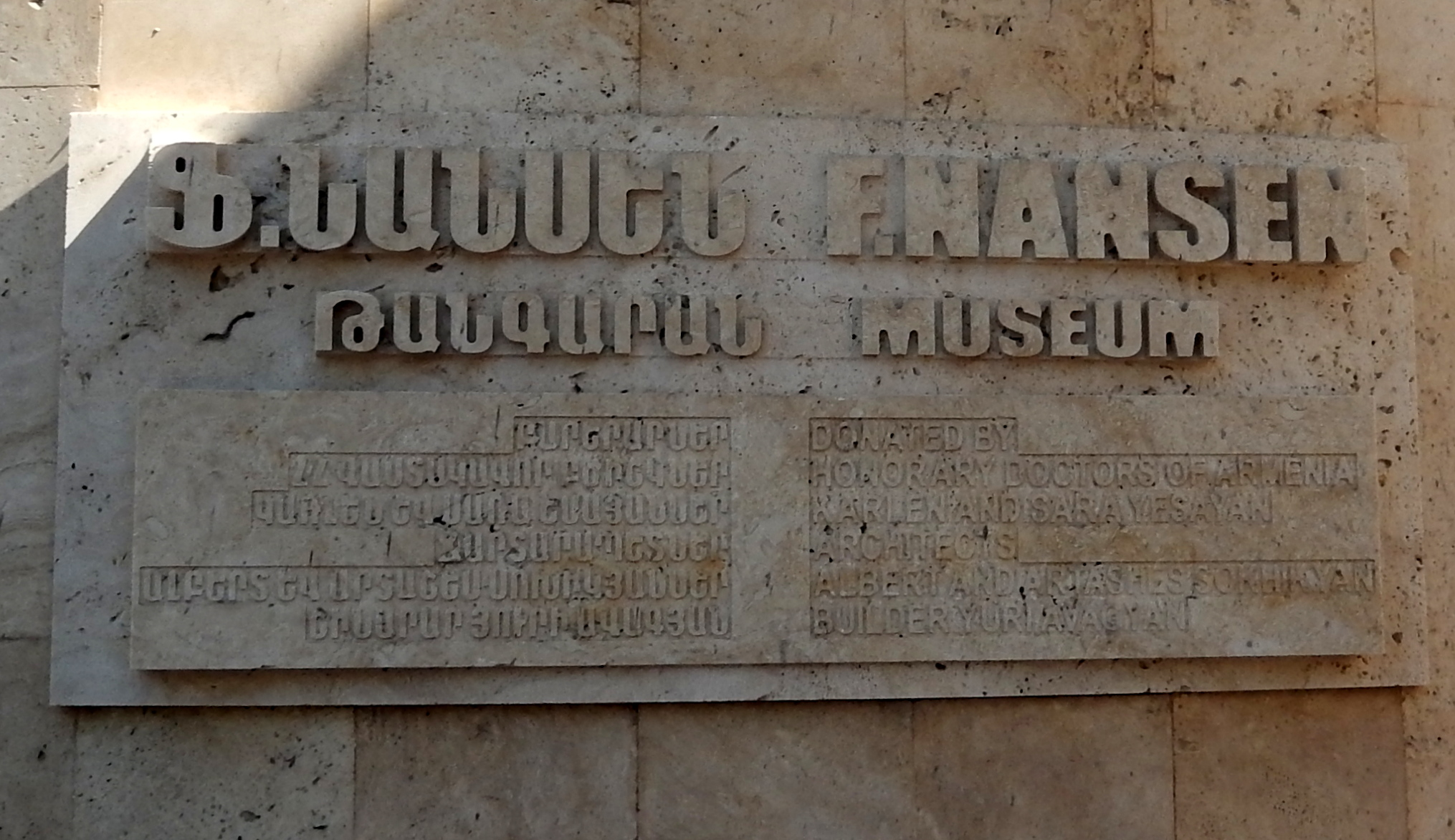
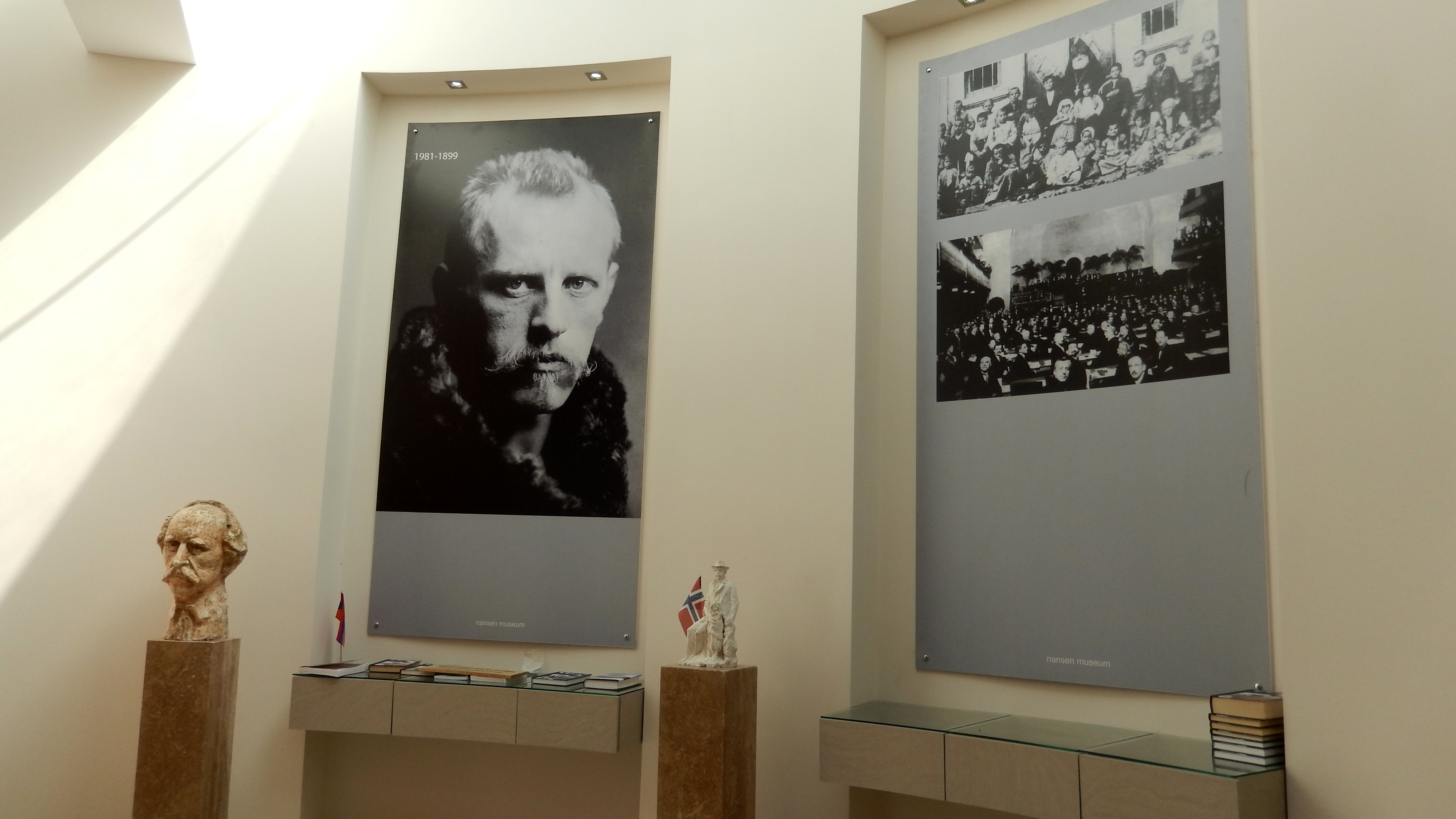
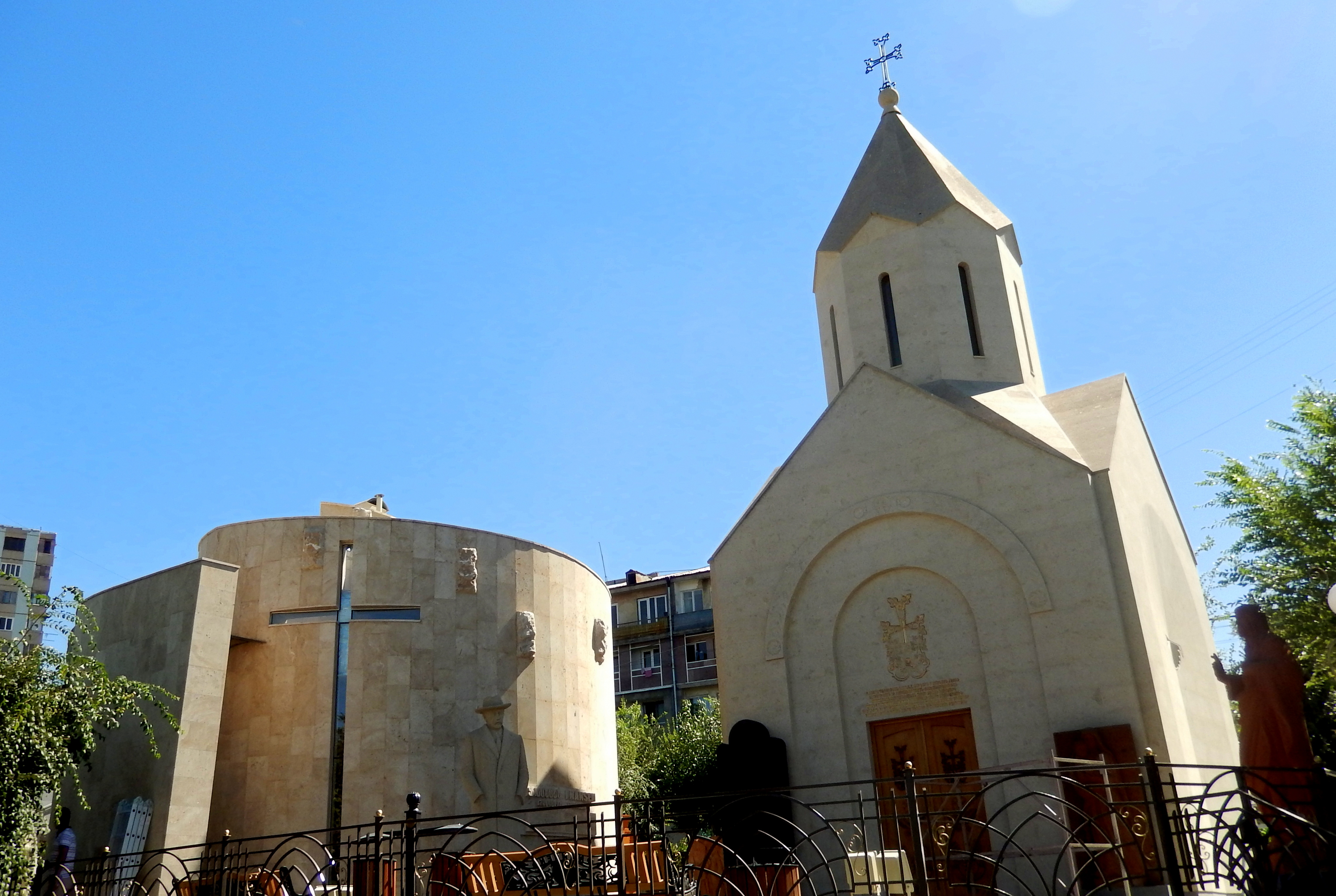
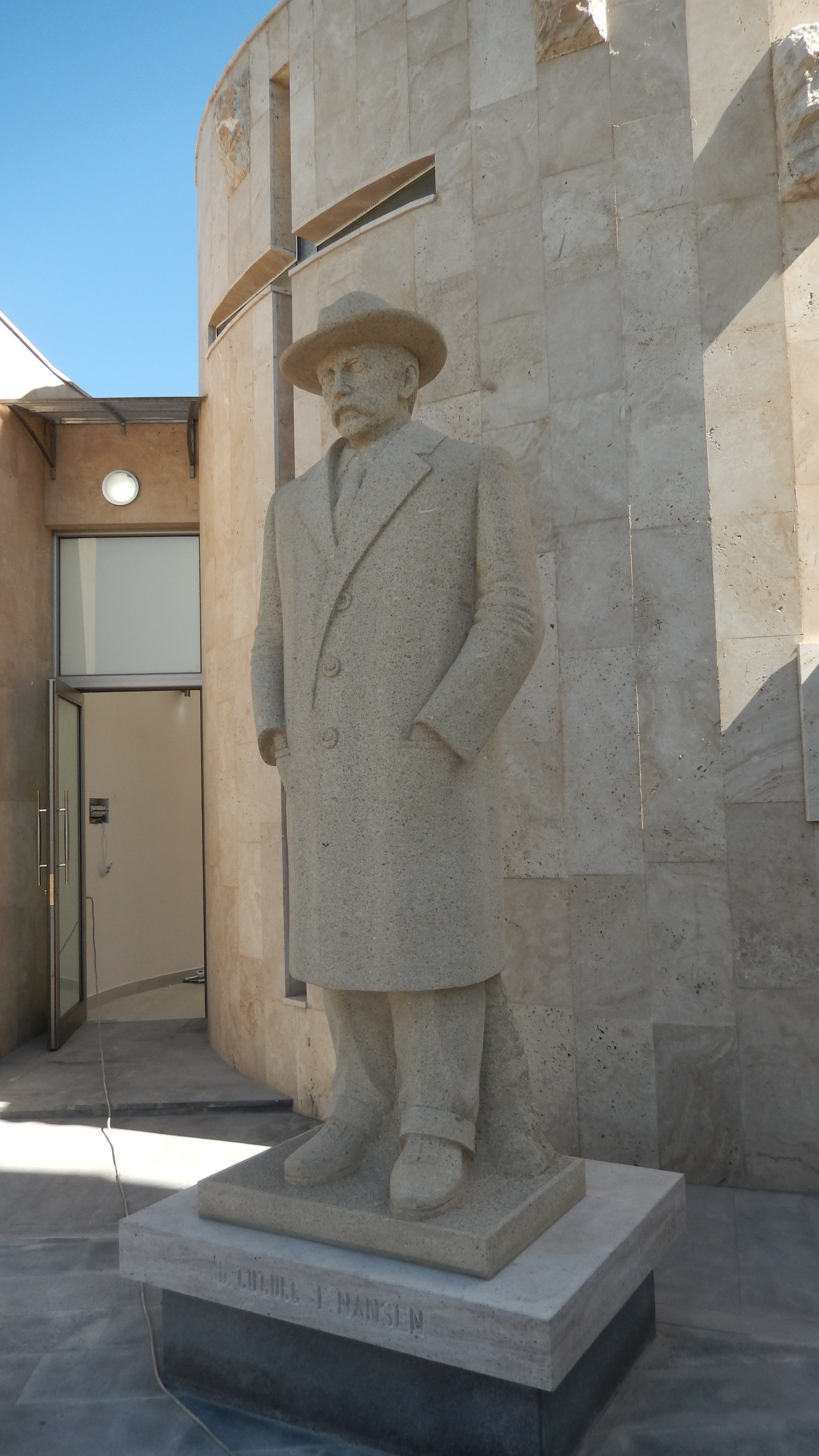
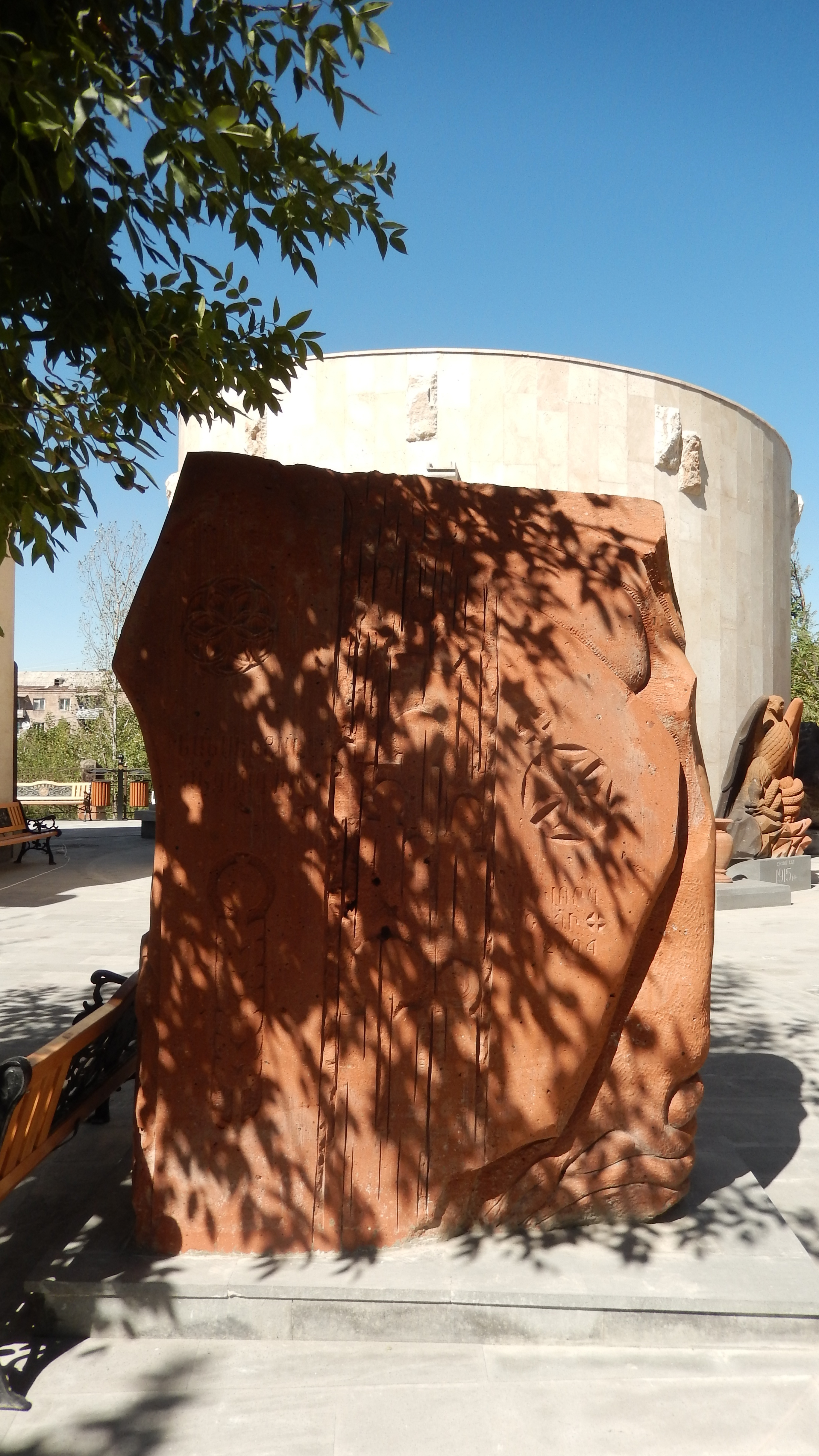
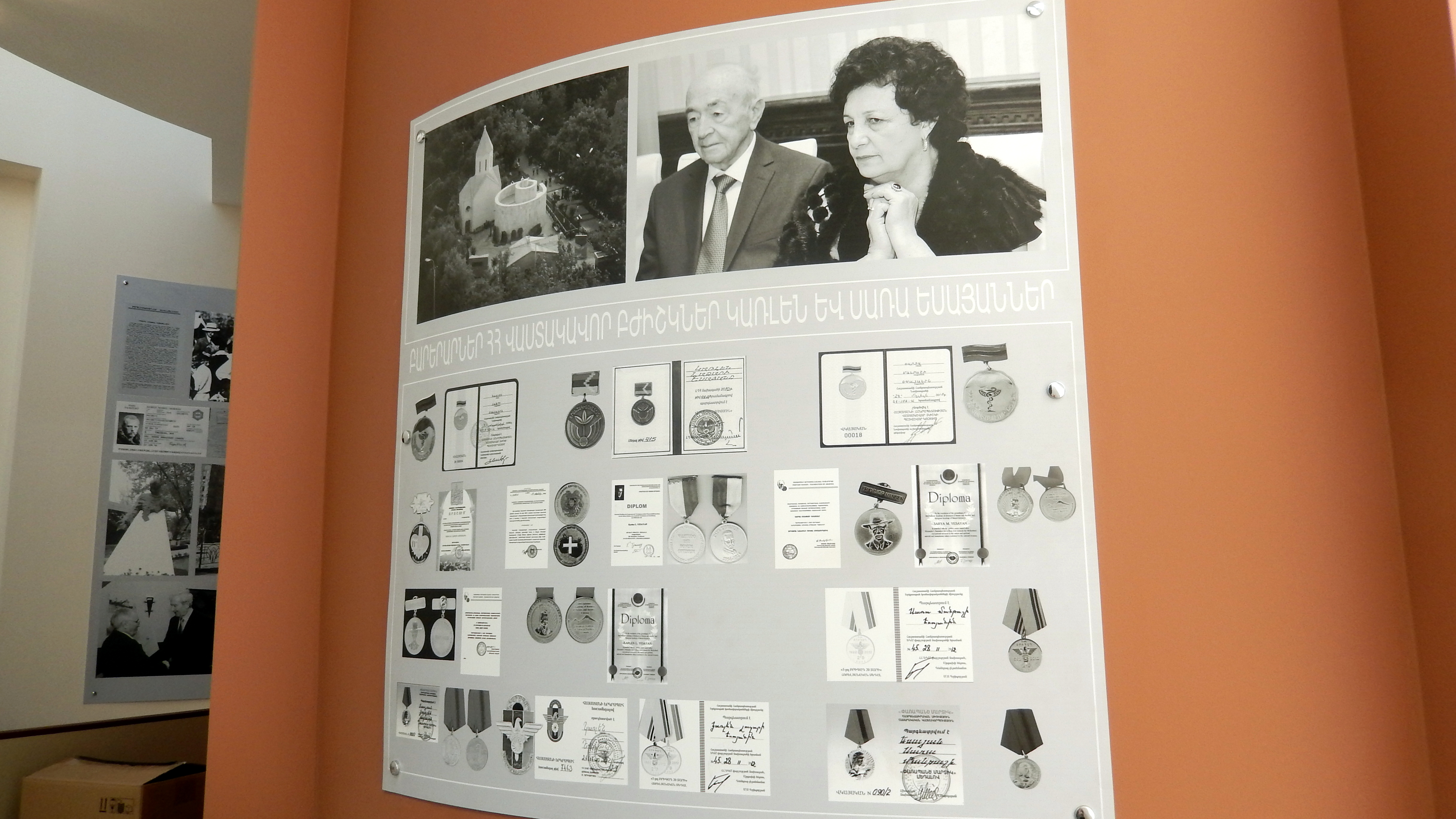